# ジャック・サントラ
ジャック・アンソニー・サントラ（Jack Anthony Santora、1976年10月6日 - ）はアメリカ合衆国カリフォルニア州モントレー出身の元プロ野球選手（遊撃手）。右投両打。

## 経歴

### 現役時代
1999年にMLBドラフト19巡目（全体568位）でアリゾナ・ダイヤモンドバックスへ入団し、2002年まで所属。AAA級まで昇格したがメジャーには届かなかった。
2003年は、サンディエゴ・パドレスのA+級のレイクエルシノア・ストーム、フィラデルフィア・フィリーズ傘下A級のレイクウッド・ブルークロウズ、独立リーグ・アトランティック・リーグのニューアーク・ベアーズでプレーした。
2004年はフィリーズ傘下A+級のクリアウォーター・スレッシャーズでプレーしたが、9月2日にリリースされると、9月10日にニューアーク・ベアーズに復帰。2005年に130試合、打率.276、5本、41打点、38盗塁を記録するなど、主力として2006年までプレーした。
2007年からは、イタリアンベースボールリーグのリミニ・ベースボールクラブで8年間プレー。2015年にT&Aサンマリノに移籍し、2016年限りで現役を引退した。

### 現役引退後
引退後はロサンゼルス・エンゼルス傘下球団の指導者となり、2017年はA+級のバーリントン・ビーズのコーチ、2018年はルーキー級のアリゾナリーグ・エンゼルスの監督、2019年はルーキーアドバンスド級のオレム・アウルズの監督を務めた。2021年から2022年まではA+級のトリシティ・ダストデビルズの守備コーチを務めた。2023年からはAAA級ソルトレイク・ビーズでコーチを務める。

### 国際大会
イタリア系アメリカ人として、第1回（2006年）、第2回（2009年）、第3回（2013年）のワールド・ベースボール・クラシック（WBC）にイタリア代表として出場した。
また、2023年の第5回WBCでは、イタリア代表の一塁ベースコーチ兼内野コーチを務めた。

## 選手としての特徴
スピードを生かした走塁を武器とする。